# O Canto da Cidade (canção)
"O Canto da Cidade" é uma canção interpretada pela artista musical brasileira Daniela Mercury, sendo lançada em 14 de agosto de 1992 como primeiro compacto simples de seu álbum de mesmo nome. Originalmente escrita pelo músico Tote Gira como forma de afirmação do orgulho negro, a canção teve parte de sua letra alterada por Mercury para torná-la mais viável comercialmente; à época a cantora travava uma batalha com executivos da gravadora Sony Music para convencê-los da viabilidade do samba-reggae. Produzida por Liminha, "O Canto da Cidade" tornou-se a canção de maior sucesso da cantora até então, sendo considerada a responsável pela consolidação do gênero musical que posteriormente viria a ser conhecido como axé em todas as regiões do Brasil e abrindo as portas para outros artistas do gênero a nível nacional.

## Antecedentes

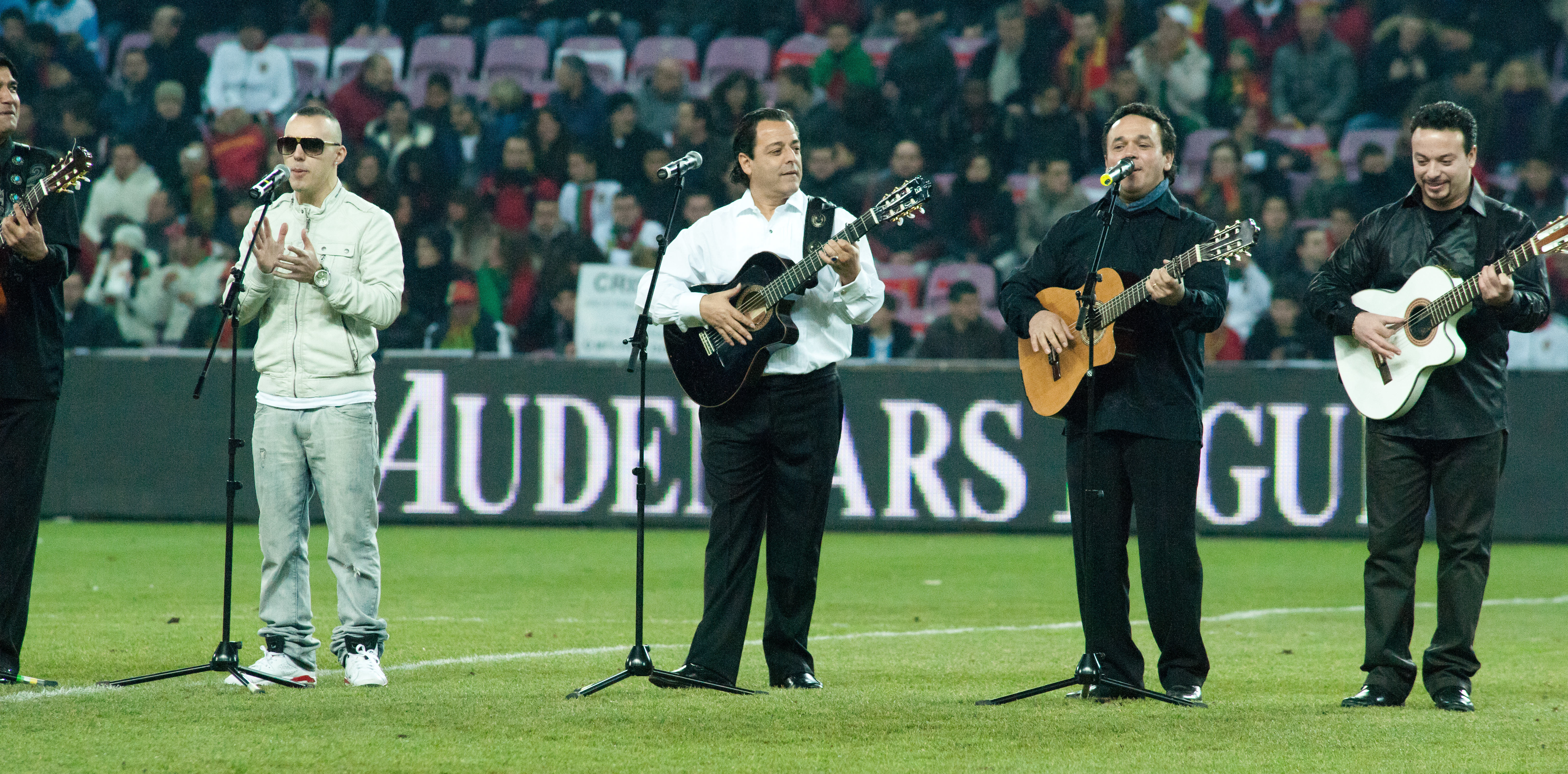
Executivos da Sony queriam que Mercury abandonasse o samba-reggae e investisse num som similar ao do grupo franco-espanhol Gipsy Kings.

Em 1992, após o sucesso do show que fez para o projeto "Som do Meio-Dia" no vão do Museu de Arte de São Paulo (MASP), Daniela Mercury assinou um contrato de distribuição com a gravadora Sony. Segundo o jornalista Mauro Ferreira, a cantora tinha, àquela altura, todas as condições para tornar-se famosa a nível nacional, mas ainda precisava da canção certa para que isso ocorresse. A Sony, contudo, não desejava que ela continuasse investindo no samba-reggae, gênero que a tornou conhecida em Salvador e do qual era um dos principais exponentes. Durante todo o processo de gravação do disco O Canto da Cidade, a gravadora tentou dissuadir a cantora de continuar no gênero, sem sucesso. A Sony queria que ela tentasse emular o ritmo dos Gipsy Kings, banda de flamenco-pop de grande êxito comercial à época. Sobre os embates que teve com a gravadora, Mercury afirma ter tido muita "dificuldade interna" e que pensou em rasgar seu contrato diversas vezes.
Enquanto selecionava o repertório que gravaria para seu segundo disco solo, Mercury recebeu a canção "O Canto da Cidade" gravada numa fita K7 e interpretada por Tote Gira, seu compositor. A gravação, segundo a cantora, havia sido feita "da maneira mais tosca, mais simples, mais primitiva, mais básica". Não estava harmonizada com instrumento de corda algum, tendo sido batucada numa porta de geladeira. Segundo Gira, isso ocorreu devido à sua condição financeira precária na época. Ele se recorda de ter pedido emprestado a amigos tanto a fita K7 quanto o gravador que utilizou para gravar a canção, tamanha era sua falta de recursos. Devido à precariedade da gravação, a canção não foi identificada como um hit em potencial pela equipe de produção da cantora. Mercury, contudo, disse ter se apaixonado pela canção assim que a ouviu pela primeira vez. "Eu fiquei louca com o refrão e com a abertura dela, que eu achava grandiosa, espetacular", disse.
A cantora procurou, através de sua equipe, o compositor para que ele a autorizasse a fazer algumas modificações na letra da canção e, assim, tentar torná-la mais comercial. Segundo Gira, a canção precisava se tornar mais nacional e menos regional para que estourasse no Brasil. Mercury trabalhou na canção durante dois meses, adicionando novos versos e buscando criar um arranjo que enriquecesse-a. Foi difícil para a cantora achar um arranjo que lhe deixasse satisfeita. Ela teria, inclusive, recebido o conselho de seu baixista Cesário Leony para que desistisse de tentar gravar a canção de uma vez por todas. "Eu não posso desistir, essa música não sai da minha cabeça, essa música é fortíssima", ela teria respondido a ele na época.

## Gravação
A canção foi gravada no estúdio WR, o mais conhecido dos músicos baianos, em julho de 1992. Liminha foi o produtor enviado a Salvador pela Sony para fazer a produção do disco que Mercury estava concebendo. Segundo a cantora, ele virou parte da banda e não tentou mudar aquilo que ela já estava fazendo. "Ele foi muito inteligente nesse sentido, deixou a gente fazer o que a gente já estava fazendo", disse. Segundo o produtor, que se encantou pelo samba-reggae dos blocos afro da cidade, ele decidiu não intervir no processo artístico porque Mercury tinha uma "banda muito boa" e "as coisas estavam se encaixando muito rapidamente". Para ele, a canção foi feita da melhor maneira possível, o que fez com que ela "saísse muito redonda".
Liminha não mexeu na estrutura da canção, já que considerava sua composição "perfeita". Segundo Mercury, ele modificou apenas alguns timbres de teclado. Seu intuito era, segundo ele próprio, "organizar o axé e trazê-lo um pouco mais para cá, deixar ele mais radiofônico". O resultado final foi, segundo a cantora, "uma canção de samba-reggae com um pouco de influência rock". Gira também ficou satisfeito com a versão final de "O Canto da Cidade", mas a Sony ainda não conseguiu identificá-la como um hit em potencial. Segundo Mercury, os executivos da gravadora acreditavam que o samba-reggae era uma moda do passado. "Olodum já era", ela teria ouvido de um deles. Eles também julgavam, não entendendo o contexto social por trás da canção, que ela possuía uma letra pedante. A cantora, contudo, insistiu para que a canção fosse lançada como a primeira música de trabalho de seu segundo álbum solo.

## Composição

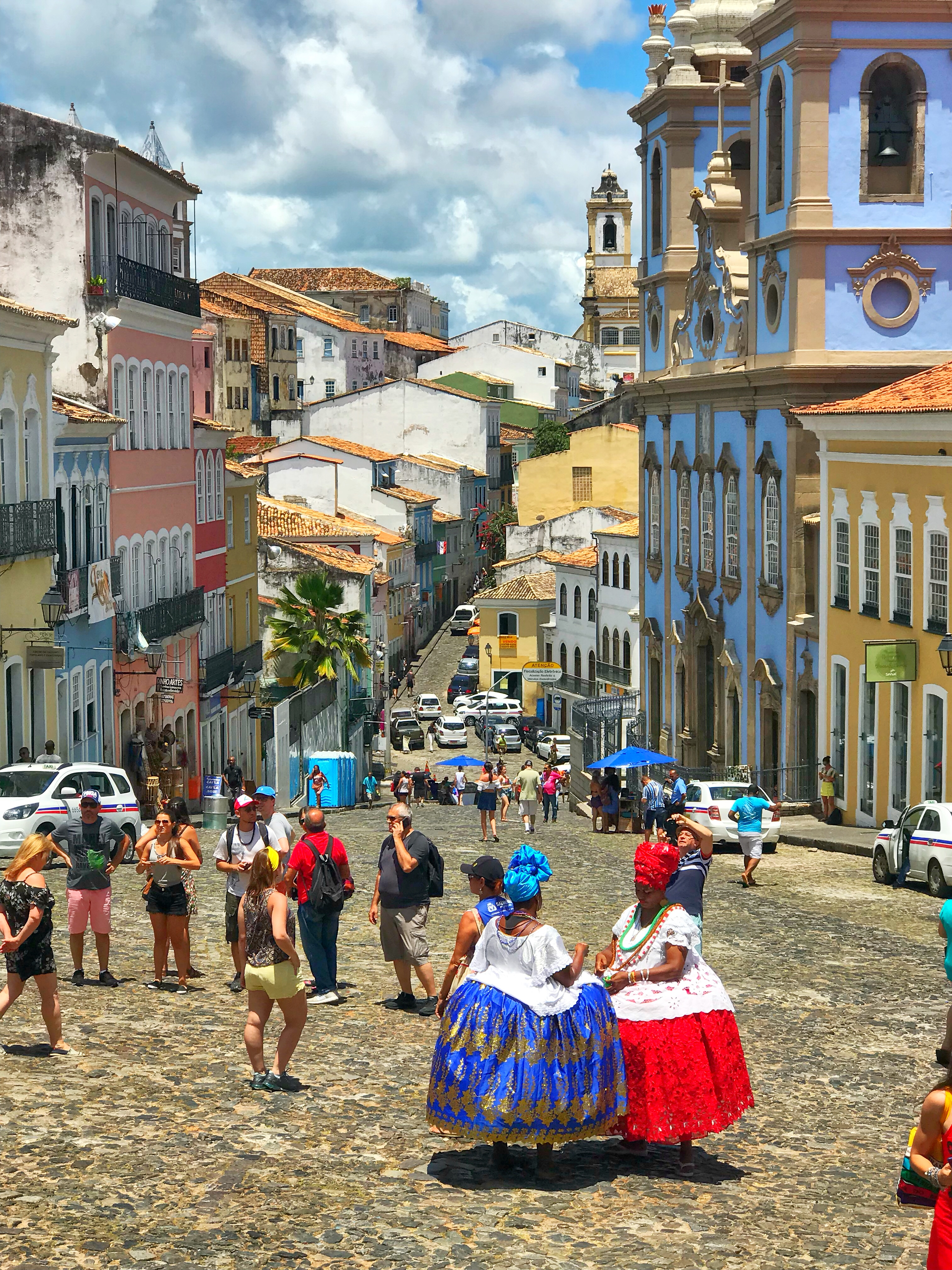
A letra original da canção faz menção ao bairro do Pelourinho. A referência foi retirada para tornar a canção mais palatável para os públicos de outros estados do Brasil.

Musicalmente, a canção – considerada um dos marcos iniciais do gênero que viria, mais tarde, a ser conhecido como axé – é um samba-reggae com uma pegada rock em seu início. Ao contrário de "Swing da Cor", sucesso anterior de Daniela Mercury, "O Canto da Cidade" incorpora menos elementos musicais afro-brasileiros, como tambores, e mais elementos da música pop, como teclados e baixo. Segundo a cantora, ela vestiu o pop num som mais elaborado para que os habitantes de outros estados pudessem se identificar com a canção, sem contudo romper com suas origens baianas, o que, para ela, significou uma abordagem mais madura do samba-reggae. Na opinião do jornalista Mauro Ferreira "O Canto da Cidade" se diferencia um pouco dos demais sucessos de seu gênero musical na melodia, sendo mais original nesse aspecto, o que contribuiu para que se tornasse um sucesso inebriante.
Liricamente, a canção é simples, tendo sido considerado este um dos fatores de seu sucesso. Segundo Gira, a inspiração para escrever a letra da canção surgiu após ele assistir a uma reportagem sobre a entrega dos Prêmios Grammy de 1992, quando o músico afro-americano Quincy Jones venceu o prêmio principal da noite. Segundo o compositor, a canção foi "feita para falar da cidade e de seus valores culturais", em especial das pessoas que organizavam o carnaval, bastante peculiar em Salvador em relação às demais regiões do país. Segundo ele, o verso "a cor dessa cidade sou eu" é uma referência ao fato de Salvador ser a cidade com a maior população negra do país. Já o verso "o canto dessa cidade é meu" é uma referência à influência africana na música brasileira. "Todo o canto da música brasileira, toda a ritmia [sic] da música brasileira é negra", disse. Não tendo compreendido o contexto social no qual a canção foi concebida, os executivos da Sony acharam sua letra pedante.
Segundo o portal Terra, trata-se de uma homenagem ao "povo simples de Salvador", com versos que mostram que "a cultura da cidade é definida por uma gente que encontra nos seus costumes uma forma de resistência, uma resposta à discriminação". O jornalista Rodrigo Faour aponta que a canção traz elementos da negritude e da geografia de Salvador, sendo um exemplo de como a população negra da cidade buscava se auto afirmar através da música. Mercury define a canção como uma "música [que] fala de preconceito", uma "canção da negritude falando de si", com um discurso afirmativo e original, vindo de Salvador. Ela julga sua letra como "fácil" e "grandiosa", o que teria feito com que a canção virasse "um canto de todas as cidades".
A cantora acredita se tratar de uma canção "brasileira, rítmica, vibrante e altiva" que represente a alma do brasileiro, traduzindo o sentimento de um povo que "precisava se afirmar, afirmar sua negritude com um grau de ritmo e lamento". Segundo Gira, "foi Deus que me colocou como intermediário para que eu materializasse esse sentimento, mas eu acho que [Mercury] fala isso com propriedade". De certa forma, para ele, todo mundo que cantar a canção estará de certa forma afirmando sua negritude, porque é isso o que ela transmite.
Ao contrário do que muitos acreditam, "O Canto da Cidade" não foi composta como uma parceria entre Tote Gira e Daniela Mercury. Gira enviou a canção para Mercury e, tendo a cantora identificado seu potencial radiofônico, solicitou ao compositor a permissão para fazer algumas alterações na letra. A estrofe que a cantora mais gosta, a última, ela manteve intacta. A segunda estrofe e a ponte foram completamente alteradas pela cantora:
| LETRA ORIGINAL A cor dessa cidade sou eu O canto dessa cidade é meu O som que vem do tambor O canto que ecoou O chão, a praça e a cor bonita A mão que fez o Pelô O tom da pele na flor tem vida Ela é bonita Aê aê negro é Salvador Aê aê o verdadeiro amor Não diga que não me quer Não diga que não quer mais Eu sou o silêncio da noite E o sol da manhã Mil voltas o mundo tem Mas tem um ponto final Eu sou o primeiro que canta Eu sou o carnaval | LETRA MODIFICADA A cor dessa cidade sou eu O canto dessa cidade é meu O gueto, a rua, a fé Eu vou andando a pé Pela cidade, bonita O toque do afoxé E a força, de onde vem? Ninguém explica, ela é bonita Uô ô verdadeiro amor Uô ô você vai onde eu vou Não diga que não me quer Não diga que não quer mais Eu sou o silêncio da noite O sol da manhã Mil voltas o mundo tem Mas tem um ponto final Eu sou o primeiro que canta Eu sou o carnaval |

## Sucesso
"O Canto da Cidade" foi escolhida para ser a primeira música de divulgação do álbum de mesmo nome e se tornou um dos maiores hits de Daniela Mercury na história do país. Ainda hoje, segundo o Ecad, é uma das canções da cantora mais regravadas e executadas em casas noturnas, festas e programas de rádio e televisão. "O Canto da Cidade" é vista como a canção que consolidou não só a carreira da cantora como também o axé em todas as regiões do Brasil. Segundo Lucas Cunha, editor do site Bahia Notícias, a canção "mostrou ao país (e ao mundo) que a música que vinha do carnaval de Salvador não era apenas uma moda temporal, como ocorreu com a lambada anos antes". Segundo Arthur Menezes, que compilou uma lista dos maiores sucessos radiofônicos do país em cada ano desde 1902, a canção foi a terceira mais ouvida no país em 1992, ficando atrás apenas de "The One" de Elton John e "End Of The Road" de Boyz II Men.
A canção começou a ser tocada nas rádios de Salvador em 14 de agosto de 1992 e em pouco tempo tornou-se mais um grande sucesso da cantora na capital baiana. Logo extrapolou as fronteiras da Bahia o que, segundo o jornalista Rodrigo Faour, ocorreu por se tratar de uma canção de autoafirmação de um povo mestiço. Segundo Mercury, ninguém imaginaria que a canção fosse fazer sucesso, mas isso ocorreu porque "o Brasil [estava] querendo o Brasil", tendo a canção aparecido no lugar certo e na hora certa. Segundo o jornalista Mauro Ferreira, a canção foi um "hit instantâneo" que não precisou de um período de maturação para ser descoberto pelo público, sendo considerado por ele como um sucesso espontâneo e imediato. Conforme declaração da cantora, "o sucesso foi tão rápido que as rádios que não tocavam tiveram que tocar [a canção]".
Internacionalmente, a canção atingiu certo nível de sucesso na América Latina também, o que impressionou a cantora. Uma matéria de 1994 do jornal Folha de S. Paulo relatava que Daniela Mercury era hit na província argentina da Terra do Fogo, descrevendo que, para os jovens locais, "escutar "O Canto da Cidade" à beira do canal de Beagle, olhando para a cordilheira dos Andes, é considerado uma experiência única". Segundo a cantora, as pessoas absorveram "O Canto da Cidade" mesmo sem entenderem sua letra, algo inusitado para uma canção brasileira. Logo surgiram pedidos para que ela gravasse uma versão em espanhol da canção o que, para ela, não fazia sentido, uma vez que "todo mundo canta [a canção] do jeito que é, em português".

## Prêmios
Em 1992 "O Canto da Cidade" foi indicada ao Prêmio Sharp de melhor música do ano, concorrendo contra um dos maiores ídolos de Tote Gira, o músico alagoano Djavan. Mercury foi convidada para apresentar a canção durante a cerimônia e recorda-se do momento com carinho. "Foi maravilhoso cantar no prêmio Sharp e ver todos os meus ídolos, encontrar com eles", disse. Na mesma ocasião, ela recebeu o prêmio de melhor cantora regional. Para Mauro Ferreira, o fato da canção ter recebido o prêmio de melhor música do ano – e não de melhor música regional – atesta sua importância para a música brasileira naquele momento. "O Canto da Cidade" também venceu o prêmio de melhor música no Troféu Imprensa de 1993, tendo concorrido contra "Temporal de Amor" de Leandro & Leonardo e "Vento Ventania" de Biquini Cavadão.

## Videoclipe
O videoclipe de "O Canto da Cidade", dirigido por Patrícia Prata, inicia-se com Mercury cantando a canção enquanto anda pelas ruas de uma cidade. À medida que a batida da canção fica mais rápida, Mercury começa a dançar. Intercaladamente, são mostradas algumas cenas de Mercury, com trajes semelhantes ao da capa do álbum, e de outros bailarinos dançando em fundos amarelo e preto-e-branco. Lançado em 27 de setembro de 1992 no Fantástico, o videoclipe da canção logo se tornou um grande sucesso na grade de programação da então recém inaugurada MTV Brasil, conseguindo inclusive atingir o topo do Top 20 Brasil.

## Legado

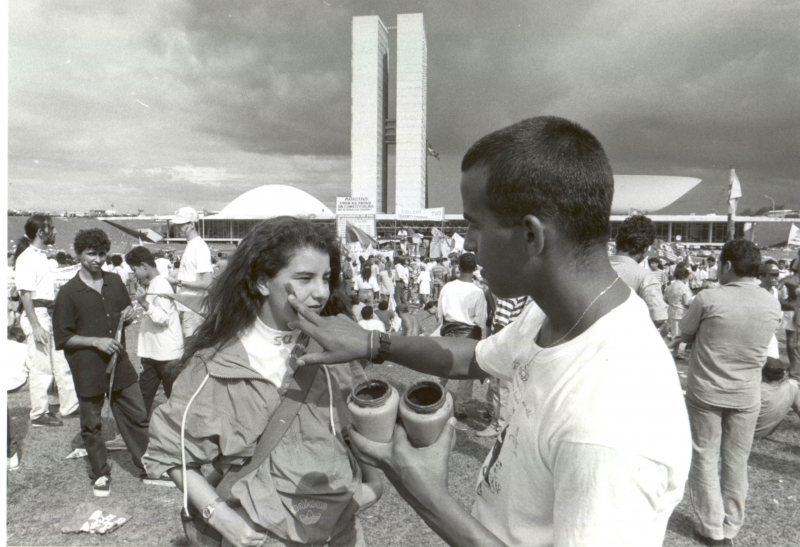
A canção foi lançada durante os protestos pelo impeachment de Fernando Collor e é uma lembrança associada àquele período.

"O Canto da Cidade" é lembrada, por vários, por ser a canção mais tocada nas rádios durante o processo de impeachment do então presidente Fernando Collor de Mello e da crise político-econômica que assolava o país. Na opinião de alguns, isso seria um sinal da despreocupação do brasileiro com "a turbulência e imprevisibilidade do momento". No entanto, o produtor musical Nelson Motta defende que a canção foi "responsável por resgatar um pouco da alegria e autoestima do Brasil na época da crise". Essa também é a opinião do repórter John Lannert, da revista norte-americana Billboard, segundo o qual Daniela Mercury estava "se conectando com um público brasileiro politicamente e economicamente abatido" que precisava desesperadamente se divertir.
A interpretação que a cantora faz da canção ser a mais ouvida naquele momento é a de que aquele "era um momento de celebrar a democracia e, ao mesmo tempo, protestar contra a corrupção e aquele primeiro presidente eleito por voto direto que já estava sendo tirado do poder". Para Rodrigo Faour, as pessoas talvez precisassem de "uma coisa que as levassem para cima, visando um novo momento político". "Eu sentia que, naquele momento, o Brasil queria celebrar-se", declarou Mercury, que recentemente se colocou como contrária ao impeachment de Dilma Rousseff por não identificar nesta articulação algo que estivesse sendo feito a favor dos interesses da maioria do povo brasileiro, ao contrário do que teria ocorrido contra Collor.
Durante um show realizado em 2007 para celebrar os quinze anos do lançamento da canção e do álbum, Mercury afirmou que, durante a crise, as novas gerações retomaram seu interesse pela música popular brasileira e que sua canção foi fundamental para que isso ocorresse. Ela cita como exemplo disso algo que ocorreu nos bastidores de um show que realizou no Canecão, quando Beth Carvalho teria lhe dito que ela "devolveu o samba aos pés do Brasil".
Segundo o jornalista Rodrigo Faour, "O Canto da Cidade" foi a canção responsável por chamar a atenção do público nacional para a cultura baiana, em especial para o carnaval de Salvador. Para Mauro Ferreira, da Rolling Stone Brasil, o sucesso da canção ajudou a "dar visibilidade a compositores negros marginalizados dentro da indústria da música". De fato, a canção é tida como a responsável por quebrar as barreiras existentes no restante do país contra um gênero até então restrito à comunidade negra de Salvador, consagrando-o e abrindo o caminho para Ivete Sangalo e Claudia Leitte que, juntas com Mercury, são as maiores representantes desse gênero musical. Segundo Mercury, "O Canto da Cidade" foi o marco inicial do axé. Por ter inaugurado um novo gênero musical no país, ela compara a canção a "Ó Abre Alas" de Chiquinha Gonzaga.

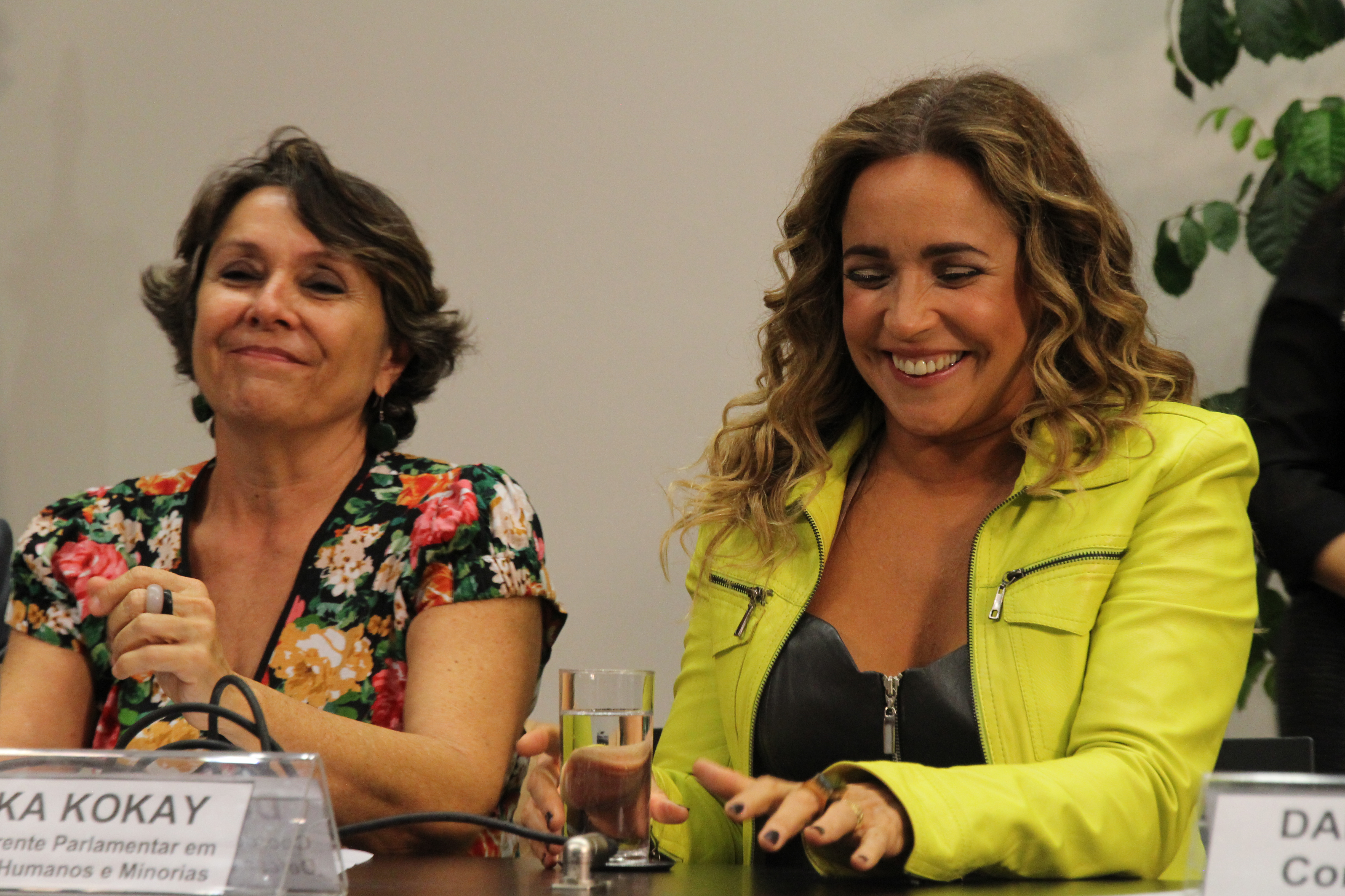
A deputada Erika Kokay com Mercury na Câmara dos Deputados. Para Kokay, a canção representa "um canto de várias vozes".

"O Canto da Cidade" permanece ainda hoje como uma das canções mais executadas de Daniela Mercury, sendo, conforme aponta o jornalista Mauro Ferreira, apropriada por gerações que não presenciaram seu sucesso original em 1992. Foi, por exemplo, uma das duas canções da cantora escolhidas para embalar a apresentação da equipe feminina de ginástica rítmica do Brasil durante os Jogos Olímpicos de Verão em Pequim, cerca de dezesseis anos após ter estourado no Brasil. A canção também aparece frequentemente em talent shows da televisão brasileira, tais como The Voice Brasil, Canta Comigo e Dancing Brasil.
Desde que Daniela Mercury saiu do armário em 2013, a canção, originalmente concebida como uma obra de empoderamento negro, tem se tornado um hino gay. No mesmo ano em que saiu do armário, a cantora se apresentou na Parada do orgulho LGBT de São Paulo onde, segundo o jornalista Pedro Alexandre Sanches, uma "multidão" sacudia "ensandecida ao som de "O Canto da Cidade" (1992)". Em 2019, durante sessão solene em homenagem aos 50 anos da revolta de Stonewall na Câmara dos Deputados do Brasil, a cantora cantou a canção, que foi descrita como um canto de "várias vozes" pela deputada Érika Kokay. Segundo a própria cantora, trata-se de uma canção de empoderamento gay.

## Regravações
Em 1993, apenas um ano após seu lançamento original, "O Canto da Cidade" recebeu sua primeira regravação. Foi em Latinisimo, álbum instrumental do músico estadunidense Ray Conniff em homenagem à música latino-americana. Segundo Mercury, quando Coniff regravou sua canção, ela teve a sensação de que, a partir daquele momento "O Canto da Cidade" seria uma canção eterna. Em 1998, foi a vez da própria Mercury relançar a canção em Elétrica, seu primeiro álbum gravado ao vivo. No ano seguinte, Luiz Caldas gravou a canção para o álbum Luiz Caldas e Convidados: 15 Anos de Axé. A canção está incluída em quatro dos sete DVDs da cantora (MTV Ao Vivo - Eletrodoméstico, Baile Barroco, O Canto da Cidade - 15 Anos e O Axé, a Voz e o Violão) e é interpretada como música incidental ao final de "Maimbê Dandá" em Balé Mulato - Ao Vivo. Em 2012 foi interpretada pela participante Ludmillah Anjos, uma das finalistas da primeira temporada de The Voice Brasil. No ano seguinte, Preta Gil gravou a canção para seu DVD ao vivo Bloco da Preta. Em 2018 foi interpretada por Cristiane de Paula na primeira temporada de Canta Comigo.

## Formatos e faixas
Brasil - Vinil single
- A. "O Canto da Cidade" - 3:22
- B. "O Canto da Cidade" - 3:22

Espanha - Vinil single
1. "O Canto da Cidade" - 3:22

Itália - Vinil single remixes
- A1. "O Canto da Cidade" (Radio Mix) - 4:33
- A2. "O Canto da Cidade" (Ultimate Club Mix) - 6:54
- B1. "O Canto da Cidade" (Murk Boys Miami Mix) - 4:35
- B2. "O Canto da Cidade" (Original Version) - 3:22
- B3. "O Canto da Cidade" (Ultimate Dub) - 6:48

Vinil single remixes
- A1. "O Canto da Cidade" (Radio Mix) - 4:33
- A2. "O Canto da Cidade" (Ultimate Club Mix) - 6:54
- B1. "O Canto da Cidade" (Murk Boys Miami Mix) - 4:35
- B2. "O Canto da Cidade" (Original Version) - 3:22
- B3. "O Canto da Cidade" (Ultimate Dub) - 6:48
- C1. "O Canto da Cidade" (Radio Groove) - 3:33
- C2. "O Canto da Cidade" (NU Solution Dub) - 6:06
- C3. "O Canto da Cidade" (S-Man's Tribal Bonus) - 5:07
- D1. "O Canto da Cidade" (Murk Boys Habana Mix) - 5:03
- D2. "O Canto da Cidade" (Direct Groove Mix) - 5:40
- D3. "O Canto da Cidade" (Oscar G's Dope Mix) - 3:35

Portugal - CD single
1. "O Canto da Cidade" (de "Elétrica") - 3:44